# Людомир Ружицький
Людомир Александер Ружицький (пол. Ludomir Aleksander Różycki, 18 вересня 1883, Варшава, Королівство Польське, Російська імперія — 1 січня 1953, Катовиці, Польська Народна Республіка) — польський композитор, представник Молодої Польщі в музиці.

## Біографія
Людомир Ружицький походив з музичної сім'ї — його батько Александер Ружицький був професором Варшавської консерваторії, автором відомої книги «Фортепіанна школа». Людомир під керівництвом батька вступив до Варшавської консерваторії, де навчався грати на фортепіано у Олександра Михаловського, теорії музики у Густава Рогульського та Михайла Бернацького, композиції у Зигмунта Носковського. Після закінчення консерваторії з відзнакою у 1904 році поїхав до Берліна вдосконалювати свою майстерність. Тут протягом трьох років був слухачем Meisterschule в Королівській академічній вищій школі музики під керівництвом Енгельберта Гумпердінка. Перебуваючи в Берліні познайомився з творами Ріхарда Вагнера, Ріхарда Штрауса та Гуґо Вольфа, які справили значний вплив на його творчість. 14 жовтня 1905 одружився з співачкою Стефанією Млавською, для якої написав ряд пісень.
У 1905 році Ружицький разом з Каролем Шимановським, Ґрегожем Фітельбергом і Аполлінарієм Шелюто організував «Видавничу спілку молодих польських композиторів», спрямовану перш за все на те, щоб публікувати і пропагувати нову музику. Пізніше ця група отримала назву «Молода Польща у музиці».

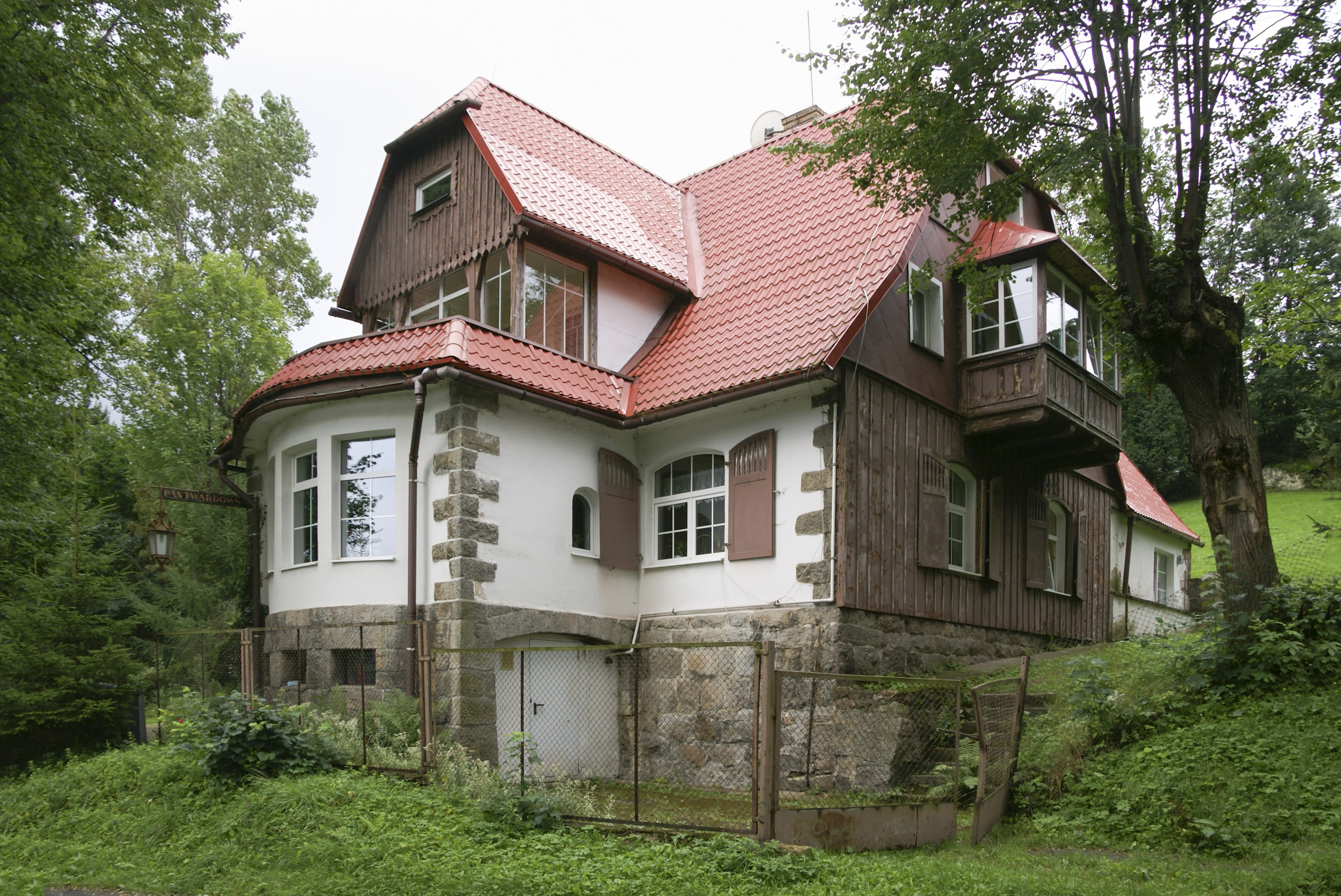
Будинок Людомира Ружицького в селі Захолм'я в Нижній Сілезії

Музичну кар'єру розпочав в 1907 році у Львові, де диригував у опері та викладав фортепіано в консерваторії Галицького музичного товариства. Тут також він почав компонувати. 1911 року на короткий час переїхав до Варшави, звідки переїхав до Парижу, а потім до 1918 року проживав у Берліні.
Після повернення до Польщі Ружицький 10 років присвятив тільки композиції. У 1930 році його призначили професором Головної школи музики (Szkoła Główna Muzyki) при Варшавському університеті, який у 1931 році перестав існувати.
У Варшаві він прожив до 1944 року. Після Другої світової війни Ружицький переїхав до Катовиць, де прожив до кінця своїх днів. Тут він викладав у Державній вищій школі музики як декан (1945-46 рр.) факультету теорії, композиції і диригування. Останні роки життя провів у віллі в селі Захолм'я (Zachełmie) в Нижній Сілезії, де працював над відновленням знищених війною нот його творів.

## Доробок
Композиторським дебютом Ружицького стало його симфонічне скерцо «Станьчик» тв. 1, що прозвучало в лютому 1904 року в Варшавській філармонії під керуванням Еміля Млинарського. У 1912 році його симфонічна поема «Król Kofetua» тв. 24 зайняла перше місце на конкурсі композиції, організованому з нагоди 10-ї річниці Варшавської філармонії.
У доробку Ружицького сім опер:

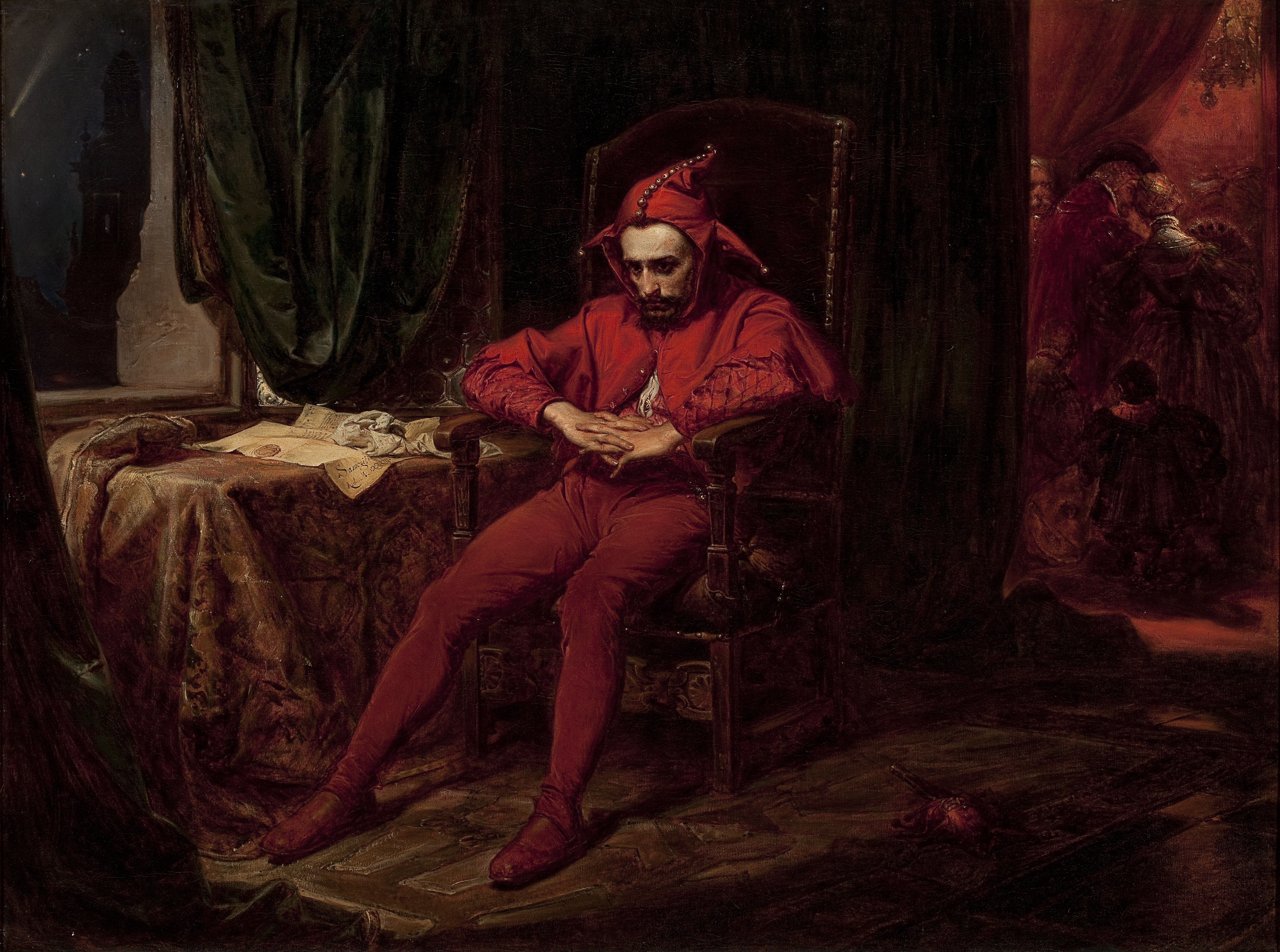
Ян Матейко. Блазень Станьчик

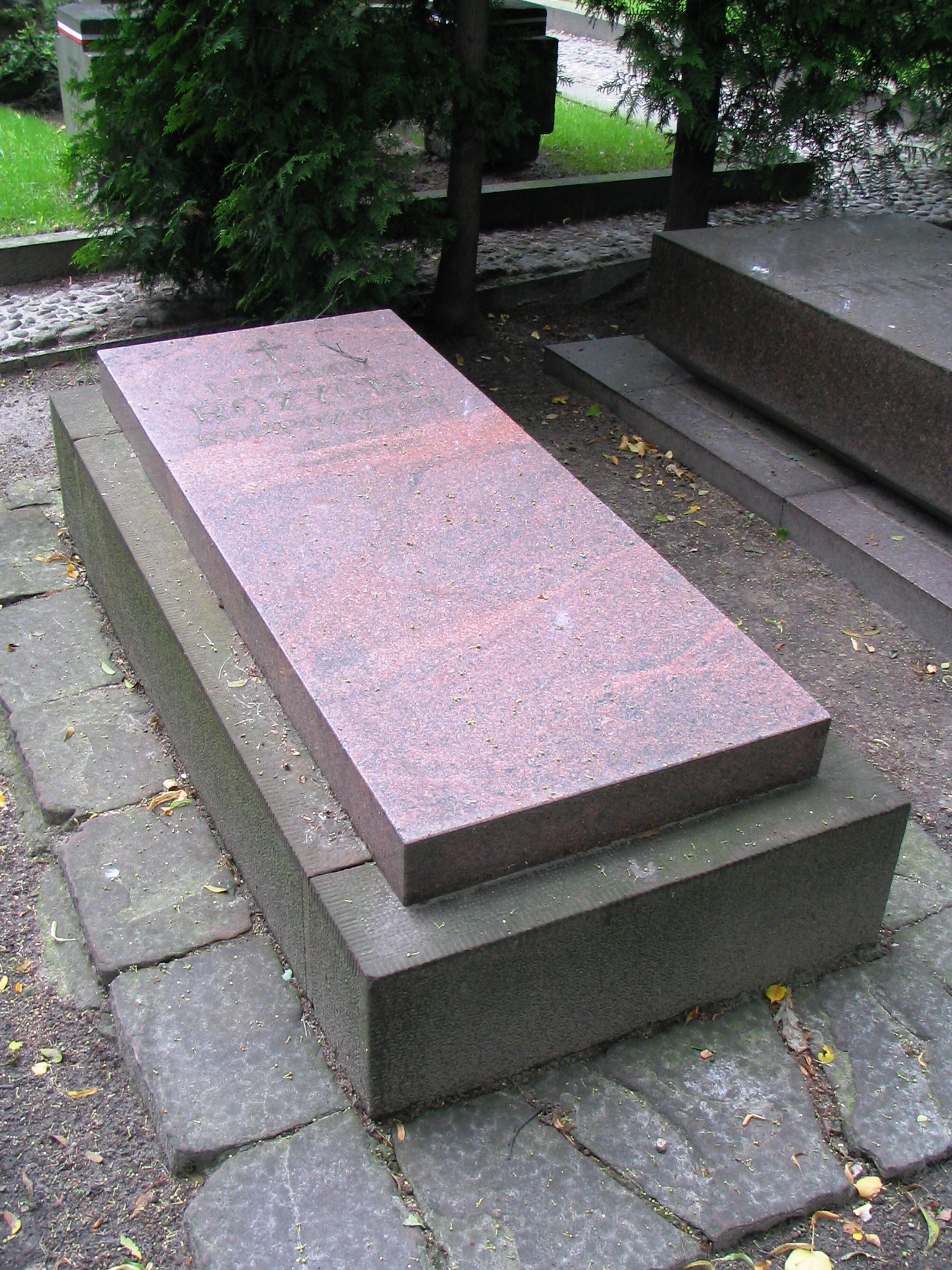
Могила Людомира Ружицького у Варшаві

- Болеслав Сміливий op. 20, (1906-08),
- Медуза op. 27, опера фантастична (1908-11),
- Ерос і Психея op. 40, опера фантастична (1914-16),
- Казанова op. 47, opera (1921-22),
- Беатріче Ченчі op. 53, опера трагічна (1925-26),
- Диявольський млин, опера сатирична (1928-30),
- Пані Валевська, опера історична (1933-40).

Балет «Пан Твардовський» op. 45 (1919-20) був першим польським великомасштабним балетом, який був показаний за кордоном у Копенгагені, Празі, Брно, Загребі, Белграді та Відні, і виконувався більше ніж 800 разів у Варшаві.
Людомир Ружицький також є автором численних творів для фортепіано соло (прелюдії, експромти, танці тощо).

## Нагороди

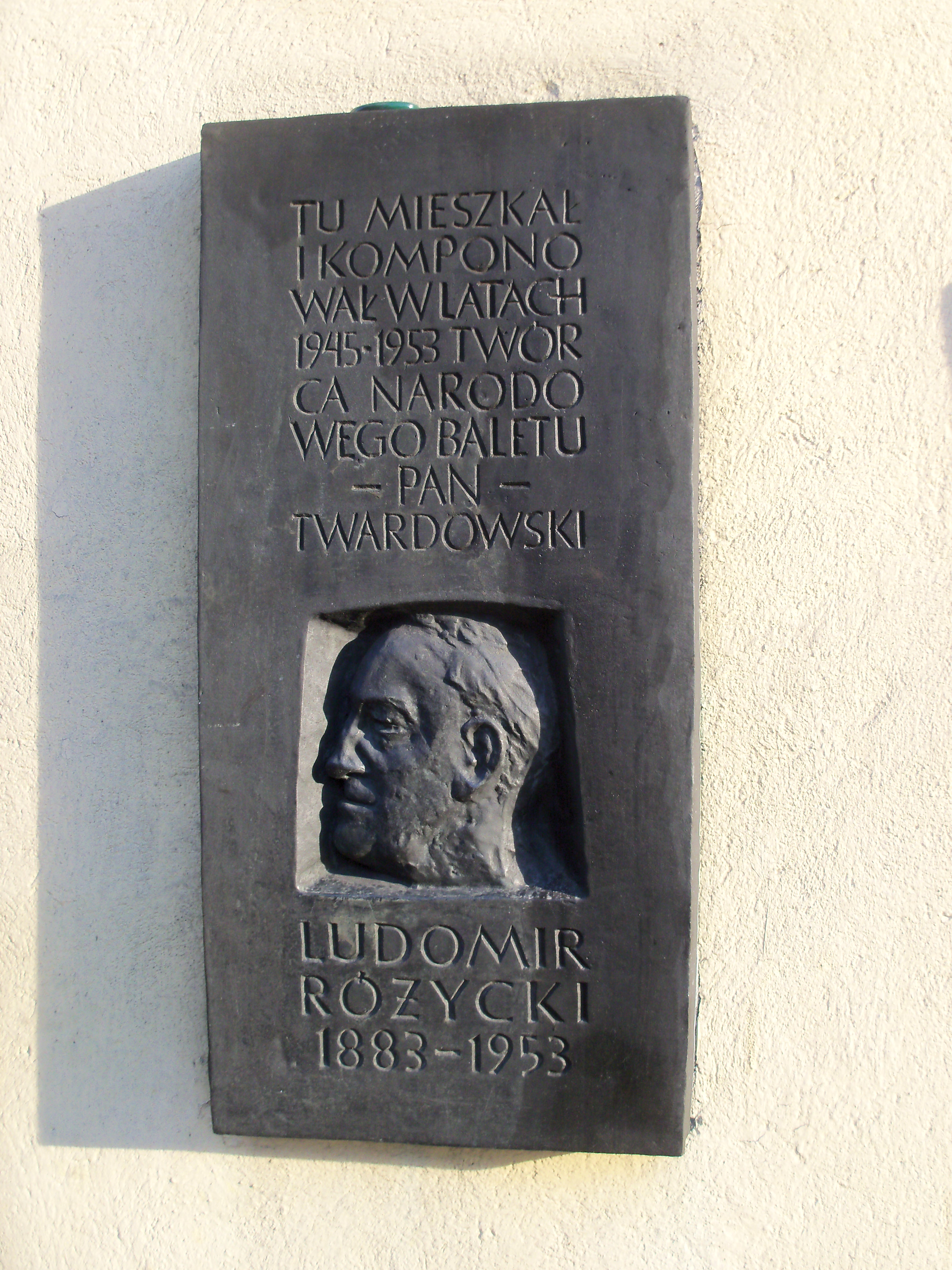
Таблиця в Катовицях

- 1923 : Командорський Хрест ордену Корони Румунії[3]
- 1925 : Орден Відродження Польщі
- 1937 : Золота медаль від французького уряду за балет «Аполлон і дівчина»
- 1937 : Державна музична нагорода за оперу «Ерос і Психея»
- 1946 : Золотий хрест заслуги
- 1950 : Орден прапора праці І класу
- 1951 : Командор із зіркою Ордену відродження Польщі
- 1952 : Державна нагорода І ступеня за досягнення у творчості